# Журечки манастир
Журечкият манастир „Свети Атанасий“ или Манастирът Журче (на македонска литературна норма: Свети Атанасиј) е женски манастир в Северна Македония, под управлението на Крушевско-Демирхисарската епархия на Македонската православна църква.

## Местоположение
Манастирът е изграден на възвишение в гориста местност близо до река, на около 3 km североизточно от село Журче, община Демир Хисар.

## История
Първата манастирска църква е изградена в 1121-1122 година. Сегашната църква е изградена и зографисана в първите десетилетия на XVΙΙ век. Според запазения надпис над входната врата църквата започва да се изписва през май и е завършена през август 1617 година при игумена йеромонах Йосиф и с ктиторството на Петко Вълков от Битоля. Според надписа на отворения трем около купола, който е доста обширен, тремът е обновен и изписан в 1622 година.
В първите десетилетия на XIX век са изградени конаци, които са разрушени в 1895 година, а няколко години по-късно манастирът е цялостно напуснат. В конаците е работела библиотека, в която се създавали, преписвали и превеждали църковни книги и едновременно с това била училище за децата от Журче и околните села. От библиотеката са запазени няколко ръкописи и стари печатни издания.
По-късно храмът е обновен, изградени са нови конаци и е възстановен монашеският живот.
В 1926 година манастирът притежаза 15 ha земя, 120 говеда, 200 овце, 400 кози, воденица, работници и аргати, хергелета с коне и магарета, кучета и въоръжена охрана.

## Архитектура
Представлява малък, трикорабен храм с правоъгълна основа, полукръгъл свод и петстранна олтарна апсида на източната страна. Вътре храмът е с полукръгъл свод, подпрян на аркада на пиластри, които разделят църквата на три травея. Северната и южната стена имат пиластри за укрепване, които формират три дълбоки ниши. Зидарията е от ломен камък. Фасадите са фугирани и варосани, а покривът е сложен с керемиди.
От западната страна има по-късен отворен, изписан в 1622 година трем, какъвто много рядко може да се види при църкви от този период. Тремът е засводен с калота. От трите му страни има друг отворен трем с кос покрив.
На юг има камбанария с клепало. Конакът е разположен на север от църквата. Обновен е в 70-те години на XX век и по-късно приправян. Има издължена правоъгълна основа с посока запад-изток и се състои от приземие и кат. В двора има и други помощни помещения – кухня, трапезария, плевня.

## Живопис
Изписана е цялата църква като стенописите са запазени. Впечатление правят образите на покровителя на България Свети Иван Рилски, Йоаким Осоговски и други български светци, както и илюстрациите на календарните месеци с показване на най-характерните дайности във всеки месец. Особено внимание заслужава фреската на Георги Софийски Нови – представен единствено тук с фреска от всички други църкви от периода. В трема са изписани месеците от календара с характерните за тях действия, около тях са изписани 12 ангели в царски далматики. Основната сцена в трема е песента „О тебе радуется“ с текста изписан в кръгла лента. В нишата над входа е изображението на патрота Свети Атанасий Александрийски. Друга сцена изобразява детството на Христос, който си играе с деца на брега.
Иконите, поставени на дървения иконостас, и позлатените царски двери датират от XVII век. Между тях по-ценни са малките двойни икони, които според стилистичните си особености са от началото на XVII век. Живописта от 1617 и 1622 година вероятно е дело на майстори от Линотопската художествена школа. Вероятно майсторът е Йон Линотопски. На същия майстор са и двустранно изписаните икони от храма.
В манастира работи дебърският зограф Стойче Станков.
- Стенописи
- Изображение на Георги Софийски Нови
- Света Богородица
- Светци